# Liste der Stolpersteine in Tornesch
Die Liste der Stolpersteine in Tornesch enthält alle Stolpersteine, die im Rahmen des gleichnamigen Kunst-Projekts von Gunter Demnig in der Gemeinde Tornesch verlegt wurden. Mit ihnen soll an Opfer des Nationalsozialismus erinnert werden, die in der Gemeinde lebten und wirkten.
Der Stein wurde am 19. April 2010 verlegt.
| Adresse           | Person                  | Inschrift | Bild                          | Anmerkungen |
| ----------------- | ----------------------- | --- | ----------------------------- | --- |
| Norderstraße 61 · | Anna Margaretha Billian | Hier wohnte Anna Billian geb. Hamberg Jg. 1885 verhaftet 15.12.1942 Gefängnis Neumünster Flucht in den Tod 18.12.1942 | Stolperstein für Anna Billian | Anna Margaretha Billian geb. Hamberg war mit Friedrich Albert Billian verheiratet. Ihr Mann war in der Jugendfürsorge als Landesrat tätig gewesen und 1933 als SPD-Mitglied entlassen worden. Das Ehepaar lebte seit 1938 als Untermieter bei der befreundeten Familie Kaatsch. Anna Billian wurde aufgrund von Verleumdungen verhaftet und nahm sich nach drei Tagen im Polizeigefängnis Neumünster das Leben durch Erhängen, laut Totenschein „aus Furcht vor Strafe“. |

## Nachweise
1. ↑  Sechs Mahnmale auf Helgoland, eines in Tornesch, abendblatt.de vom 21. April 2010, abgerufen am 28. Oktober 2020
2. ↑  Anna Billian, in den Selbstmord getrieben (1885-1942). In: spurensuche-kreis-pinneberg.de. Abgerufen am 3. Mai 2023.

- Karte mit allen Koordinaten:
- OSM |
- WikiMap